# Dynamenella scaptocephala
Dynamenella scaptocephala är en kräftdjursart som beskrevs av Messana 1990. Dynamenella scaptocephala ingår i släktet Dynamenella och familjen klotkräftor. Inga underarter finns listade i Catalogue of Life.